# Pseudoceros japonicus
Pseudoceros japonicus — вид війчастих плоских червів родини Pseudocerotidae.

## Поширення
Морський, донний вид. Поширений на північному сході Тихого океану в Японському морі біля узбережжя Японії та Приморського краю Росії.